# Улица Победы (Реутов)
Улица Побе́ды — магистральная улица в северной части Реутова.

## Расположение
Улица Победы начинается от Парковой улицы на перекрёстке с проспектом Мира и Ашхабадской улицей. Улицу пересекают улицы Ленина и Гагарина. Далее примыкают Советская улица, площадь академика Челомея, улица Строителей, Садовый проезд и улица Некрасова. Заканчивается улица выездом на МКАД и Ивановский мост.

## История
На карте-схеме 1768 года отмечена грунтовая дорога между сельцом Реутово и деревней Пищалниково. На карте-схеме 1839 года отмечена уже другая дорога в западную сторону. На карте 1878 года от неё отмечен путь к селу Ивановское. По этой дороге люди также ходили в храм Иоанна Предтечи. Из Ивановского уже можно было выехать на Владимирский тракт, по которому добраться до Москвы.
В 1881 году появились «Ивановские» ворота на месте нынешнего перекрёстка с улицей Ленина и Гагарина. Здесь же находился конный двор — транспортный узел того времени.
В 1908 году построен Народный дом (ныне на этом месте молодёжный культурно-досуговый центр) - первое учреждение культуры в посёлке. В ноябре 1924 года он стал именоваться клубом, вследствие чего тогда же названа и Клубная улица, ставшая одной из первых в Реутово. Вдоль улицы располагались дома управляющих, мастеров и инженеров, казармы рабочих. Дорога за бывшими воротами стала частью Ивановского шоссе, а в Ивановском переходила в Московскую улицу.
Справа от шоссе были земли бывшей деревни Пищальниково (примерно на месте 6-го микрорайона Реутова) - тогда уже совхоза «Серп и молот» и яблоневый сад. За садом располагалась закрытая воинская часть. С начала войны здесь находилась батарея противовоздушной обороны, которая не допустила разрушения дороги с воздуха.
В 1959 году булыжную дорогу впервые заасфальтировали за одну ночь перед приездом в город Хрущёва.
В 1965 году в честь двадцатилетия Победы было решено именовать дорогу, идущую от фабрики до Ивановского моста, улицей Победы.
В 2007 году улицу, начинавшуюся от ворот мануфактуры, напрямую соединили с Парковой улицей, на освободившемся участке построена Троицкая церковь. Фабричную трубу, возвышавшуюся за храмом, разобрали.

## Примечательные здания и сооружения
По нечётной стороне:
- Реутовская мануфактура (1)
- Троицкая церковь (3)
- Контора управляющих фабрикой 1860 года постройки (5)
- Вторая казарма фабричного посёлка, построена на рубеже 1847–1850 (7)
- Воинский мемориальный комплекс «Реутовцам, погибшим за Отечество» с часовней великомученика Георгия Победоносца
- Третья казарма фабричного посёлка 1881 года постройки (9)
- Четвёртая казарма фабричного посёлка 1881 года постройки (11)
- Пятая казарма фабричного посёлка 1907 года постройки (13)
- Скульптура символа города - колокола Реут

По чётной стороне:
- Школа 1888 года постройки (4)

## Транспорт
- Ближайшая железнодорожная станция Реутово
- Ближайшие станции метро — «Новогиреево» и «Новокосино».